# 山際敬雄
山際 敬雄（やまぎわ よしお、1872年5月13日（明治5年4月7日） - 1934年（昭和9年）8月27日）は、日本の政治家、衆議院議員（1期）。

## 経歴
新潟県出身。和学と漢学を修める。農業を営み、道路調査会設置と信濃川埋立工事等に力を尽くした。
1908年の第10回衆議院議員総選挙において新潟県郡部から立憲政友会公認で立候補して当選した。衆議院議員を1期務め、1912年の第11回衆議院議員総選挙には出馬しなかった。1934年に死去した。